# Bożków (gromada)
Bożków – dawna gromada, czyli najmniejsza jednostka podziału terytorialnego Polskiej Rzeczypospolitej Ludowej w latach 1954–1972.
Gromady, z gromadzkimi radami narodowymi (GRN) jako organami władzy najniższego stopnia na wsi, funkcjonowały od reformy reorganizującej administrację wiejską przeprowadzonej jesienią 1954 do momentu ich zniesienia z dniem 1 stycznia 1973, tym samym wypierając organizację gminną w latach 1954–1972.
Gromadę Bożków z siedzibą GRN w Bożkowie utworzono – jako jedną z 8759 gromad na obszarze Polski – w powiecie kłodzkim w woj. wrocławskim, na mocy uchwały nr 17/54 WRN we Wrocławiu z dnia 2 października 1954. W skład jednostki weszły obszary dotychczasowych gromad Bożków, Święcko, Gorzuchów i Czerwieńczyce ze zniesionej gminy Bożków w tymże powiecie.
13 listopada 1954 (z mocą obowiązującą wstecz od 1 października 1954) gromada weszła w skład nowo utworzonego powiatu noworudzkiego w tymże województwie, gdzie ustalono dla niej 24 członków gromadzkiej rady narodowej.
1 stycznia 1972 do gromady Bożków włączono obszar zniesionej gromady Wojbórz w tymże powiecie.
Gromada przetrwała do końca 1972 roku, czyli do kolejnej reformy gminnej. 1 stycznia 1973, tym razem w powiecie noworudzkim, reaktywowano gminę Bożków (zniesiono ją ponownie 2 lipca 1976.